# Condado de Santa Cruz de Nogueras
El condado de Santa Cruz de Nogueras es un título nobiliario español creado en 1874 por el pretendiente al trono Carlos María de Borbón y Austria-Este —conocido como «Carlos VII»— y concedido a Francisco de Borja Cavero y Álvarez de Toledo, destacado militar carlista, junto con el marquesado de Lácar y el condado de Carrasquedo.
Este título fue reconocido como título del reino el 22 de mayo de 1953, y expedida carta del mismo el 29 de octubre de 1954, acogiéndose a la ley que el entonces jefe del Estado, Francisco Franco, promulgó en 1948 y que permitió el reconocimiento de los títulos otorgados por los «reyes» carlistas.
Su denominación hace referencia al municipio español de Santa Cruz de Nogueras, en la provincia de Teruel, comunidad autónoma de Aragón.

## Condes de Santa Cruz de Nogueras
|                                                    | Titular                                            | Periodo                                            |
| Creación por Carlos María de Borbón y Austria-Este | Creación por Carlos María de Borbón y Austria-Este | Creación por Carlos María de Borbón y Austria-Este |
| -------------------------------------------------- | -------------------------------------------------- | -------------------------------------------------- |
| I                                                  | Francisco de Borja Cavero y Álvarez de Toledo      | 1874-1905                                          |
| Reconocimiento por Francisco Franco                |                                                    |                                                    |
| II                                                 | José María Cavero y Sorogoyen                      | 1954-1956                                          |
| III                                                | José Antonio Cavero y Echevarría                   | 1960-2015                                          |
| IV                                                 | Paula Cavero de Inza                               | 2019-hoy                                           |

## Historia de los condes de Santa Cruz de Nogueras
- Francisco de Borja Cavero y Álvarez de Toledo (1841-1905), I conde de Santa Cruz de Nogueras, I conde de Carrasquedo, I marqués de Lácar.[1]

Casó con Emilia Esponerá y Gallego, de cuya unión nació Antonio Cavero y Esponera (1867-1939), II marqués de Lácar, que casó con María Josefa Sorogoyen.
El 11 de abril de 1949 (BOE del día 19), José María Cavero y Sorogoyen, nieto del primer titular, solicitó el reconocimiento del título condal. Finalmente, el 22 de mayo de 1953 (BOE del 2 de junio) un real decreto firmado por Francisco Franco le reconocería a él, sus hijos y legítimos sucesores el «derecho de ostentar y usar el título carlista de Conde de Santa Cruz de Nogueras». El 29 de octubre del año siguiente se expidió la carta de sucesión.
- José María Cavero y Sorogoyen (m. 1956), II conde de Santa Cruz de Nogueras.

En 1960, tras solicitud cursada el 29 de octubre de 1957 (BOE del 8 de noviembre) y orden del 30 de noviembre de 1959 para que se expida la correspondiente carta de sucesión (BOE del 9 de diciembre), le sucedió su sobrino, hijo de Antonio Cavero y Sorogoyen y María de las Mercedes Echevarría y Uribe:
- José Antonio Cavero y Echevarría (m. 2015), III conde de Santa Cruz de Nogueras y caballero de la Orden de Malta.[7]

Casó con Isabel Artiach Saralegui. El 27 de junio de 2018, tras orden del 10 de mayo del mismo año para que se expida la correspondiente carta de sucesión (BOE del 1 de junio), le sucedió su hijo:
- Paula Cavero de Inza, IV conde de Santa Cruz de Nogueras.